# Cyclanthaceae
Ordre
Famille
Classification APG III (2009)
Les Cyclanthacées sont une famille de plantes monocotylédones de l'ordre des Pandanales, qui comprend près de 200 espèces réparties en une dizaine de genres.
Ce sont des arbustes, des lianes ou des plantes herbacées pérennes qui ont pour certains des feuilles composées en forme de palmes. La plupart des espèces de cette famille est originaire des zones tropicales d'Amérique du Sud et d'Amérique centrale.
Les feuilles des espèces du genre Carludovica servent à la confection des célèbres chapeaux « Panamas ».

## Étymologie
Le nom vient du genre Cyclanthus qui dérive du grec κύκλος (kyklos) cercle et άνθος (anthos) fleur, en référence aux inflorescences dont les pièces sont disposées sous forme de disque. 

## Liste des genres
Selon World Checklist of Selected Plant Families (WCSP) (14 août 2015) et Angiosperm Phylogeny Website (14 août 2015) :
- Asplundia Harling (1954)
- Carludovica Ruiz & Pav. (1794)
- Chorigyne R.Erikss. (1989)
- Cyclanthus (en) Poit. ex A.Rich. (1824)
- Dianthoveus (en) Hammel & G.J.Wilder (1989)
- Dicranopygium (en) Harling (1954)
- Evodianthus (en) Oerst. (1857)
- Ludovia (en) Brongn., Ann. Sci. Nat. (1861)
- Schultesiophytum (en) Harling (1958)
- Sphaeradenia (en) Harling (1954)
- Stelestylis (en) Drude (1881)
- Thoracocarpus (en) Harling (1958)

Selon NCBI (14 août 2015) :
- Asplundia
- Carludovica
- Chorigyne
- Cyclanthus
- Dicranopygium
- Evodianthus
- Ludovia
- Sphaeradenia
- Thoracocarpus

Selon DELTA Angio (14 août 2015) :
- Asplundia
- Carludovica
- Chorigyne
- Cyclanthus
- Dianthoveus
- Dicranopygium
- Evodianthus
- Ludovia
- Schultesiophytum
- Sphaeradenia
- Stelestylis
- Thoracocarpus

Selon ITIS (14 août 2015) :
- Carludovica Ruiz & Pavón